# Edith von Wessex

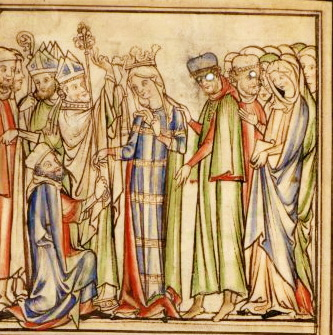
Edith wird zur Königin gekrönt. Darstellung aus der Vita Eduards des Bekenners, 13. Jahrhundert.

Edith von Wessex (vermutlich * 1029; † 19. Dezember 1075), auch Edith Godwinson genannt, war die Ehefrau des englischen Königs Eduard der Bekenner und gekrönte Königin Englands.
Edith von Wessex entstammte der mächtigen angelsächsischen Familie der Godwins. 1045 wurde sie mit Eduard verheiratet. Für Eduard war die Ehe ein wesentliches Mittel, seine Macht im England durchzusetzen. Die Ehe blieb kinderlos. Spätere kirchliche Chronisten behaupteten, dass dies auf ein Keuschheitsgelübde Eduards zurückzuführen sei. Der Biograph Eduards, Frank Barlow, weist jedoch darauf hin, dass es kein Indiz für ein keusches Leben Eduards gebe.
Als Ediths Vater, Godwin von Wessex, mitsamt seiner Familie 1051 des Landes verwiesen wurde, wurde Edith von Eduard in ein Frauenkloster verbannt. Die Godwin-Familie erzwang ihre Rückkehr 1052 und Edith wurde wieder in ihre vorherige Rolle eingesetzt. In späteren Jahren zählte sie zu Edward engsten Beratern. Sie galt als willensstark und durchsetzungsfähig. Der zeitgenössische Chronist Wilhelm von Poitiers bescheinigte der für ihre Zeit sehr gut ausgebildeten Edith die „Intelligenz eines Mannes“. Sie verfügte in ihrer Rolle als Königin von England über eigenen Landbesitz, besaß darüber hinaus aber auch Ländereien. Am Königshof nahm sie wesentliche Funktionen wahr. Sie war offizielle Zeugin von Zeremonien und formalen Vorgängen und vertrat beispielsweise kurz vor dem Tod ihres Ehemanns den englischen König bei der Einweihung der Westminster Abbey.
Eduard starb am 4. Januar 1066. Ediths Bruder Harald Godwinson folgte ihm auf dem englischen Thron nach. In den beiden Schlachten des Jahres 1066, der Schlacht von Stamford Bridge am 25. September 1066 und der Schlacht von Hastings am 14. Oktober 1066, fielen vier von Ediths Brüdern, darunter auch Harald Godwinson. Ihr Bruder Wulfnoth Godwinson blieb in normannischer Geiselhaft, die Söhne Harald Godwinsons flohen nach Irland. Edith von Wessex war damit das Oberhaupt der Godwin-Familie nach der normannischen Eroberung Englands. Die Kunsthistorikerin Carola Hicks hat deswegen schlüssig argumentiert, dass Edith von Wessex die Auftraggeberin des Teppichs von Bayeux sei. Dieser Teppich thematisiert die Eroberung Englands durch die Normannen, ist in seiner Aussage aber so doppeldeutig, dass er auch eine angelsächsische Interpretation der Ereignisse zulässt. Sie ist außerdem Auftraggeberin der Vita Ædwardi Regis, der Lebensbeschreibung Eduards, in der die Taten ihrer Familie breiten Raum einnehmen.
Edith starb am 19. Dezember 1075 in Wilton bei Winchester und wurde in der Westminster Abbey in London begraben.

## Einzelbelege
1. ↑  Frank Barlow, Edward the Confessor, Yale University Press: London, 1997, S. 82.
2. ↑   Barlow, S. 167
3. ↑   Hicks, S. 30

| Vorgängerin | Amt                                 | Nachfolgerin        |
| ----------- | ----------------------------------- | ------------------- |
| Ælfgifu     | Queen Consort von England 1045–1066 | Ealdgyth von Mercia |

| Personendaten    | Personendaten                  |
| ---------------- | ------------------------------ |
| NAME             | Edith von Wessex               |
| ALTERNATIVNAMEN  | Edith; Edgitha; Eadgythe; Gyda |
| KURZBESCHREIBUNG | Königin von England            |
| GEBURTSDATUM     | um 1029                        |
| STERBEDATUM      | 19. Dezember 1075              |
| STERBEORT        | Wilton bei Winchester          |